# جائزة الأرجنتين الكبرى 1956
جائزة الأرجنتين الكبرى 1956 هو سباق فورمولا 1 أقيم بتاريخ 22 يناير 1956 في بوينس آيرس. كان الأول من أصل 8 في بطولة العالم لسباقات الفورمولا واحد موسم 1956.